# Теклу, Якоб
Якоб Теклу (рум. Iacob Teclu; 9 мая 1899, Бухарест — 9 января 1976, там же) — румынский военный деятель, генерал армии. Герой Социалистической Республики Румыния.

## Биография
После окончания военной гимназии в Яссах был принят курсантом Бухарестской военной школы пехотных офицеров (1916—1917).
Участвовал летом 1917 года в боях на перевале Ойтуз. Вернувшись с фронта, закончил обучение в Школе пехотных офицеров в Яссах. Окончил позже специальную пехотную школу (1919) и высшее военное училище (1933—1935).
В течение 15 лет служил в пограничных и артиллерийских частях.
Командовал взводом (1917—1919), ротой (1923—1925), служил в пограничном полку (1925—1930), в 1930—1933 годах — командир роты в 3-м пограничном полку, начальник управления во 2-м армейском корпусе (1939), 12-й стрелковой дивизии (1940), начальник управления в Управлении кадров Министерства обороны (март 1940 — апрель 1942), затем назначен зам. командира 27-го пехотного полка Румынии. В апреле 1942 года назначен командиром 27-го полка «Доробанти», с которым участвовал в боях на Восточном фронте.
Участник Второй мировой войны. Был взят в плен частями РККА. Под влиянием пропаганды румынских коммунистов в 1943 году принял участие в формировании 1-й румынской добровольческой пехотной дивизии им. Т. Владимиреску, в которой служил начальником штаба.
Участвовал в боях за освобождение Румынии, Северо-Западной Трансильвании, Венгрии и Словакии. В ходе боёв был ранен и попал в военный госпиталь. Хотя раны полностью не зажили, по собственному желанию вернулся на фронт, в ту же дивизию. С 31 января по 10 марта 1945 года, затем с 1945 по 1947 год — командир дивизии.
С июня 1947 по февраль 1948 г. был командующим румынскими пограничными войсками. В 1949—1950 годах —начальник Управления боевой подготовки Министерства обороны Румынии. С 1952 по 1955 год возглавлял III военный округ, базирующийся в Клуже. Был заместителем начальника Генерального штаба, председателем Высшей комиссии Министерства Вооруженных Сил по уставу. С 1957 по 1965 год был руководителем Военной академии в Бухаресте, первым заместителем министра вооруженных сил. Позже стал президентом Союза ветеранов войны Румынии. В 1961 году был назначен членом Государственного совета СРР.

## Карьерный рост
- 1917 — подпоручик
- 1919 — поручик
- 1925 — капитан
- 1935 — майор
- 1940 — подполковник
- 1944 — полковник
- 1945 — бригадный генерал
- 1948 — генерал-лейтенант
- В 1958 году Георге Георгиу-Деж присвоил ему звание генерала армии.